# Yashira Jordán
Yashira Jordán (sinh tại La Paz, ngày 23 tháng 9 năm 1985) là một đạo diễn, biên kịch và biên tập phim người Bolivia.

## Lý lịch
Jordán là đạo diễn của bộ phim đầu tiên Durazno (phim) ở Bolivia và Argentina, được thực hiện theo khái niệm tài trợ đám đông và sử dụng rác thải để xây dựng các bối cảnh phim chuỗi tiểu thuyết và phim viễn tưởng.

## Nghề nghiệp
Năm 2004 Jordán đã dành thời gian ở thành phố New York, Washington, D.C. và Mexico City, đào tạo trong các hội thảo và khóa học khác nhau dưới sự chỉ đạo của các nhà làm phim người Mỹ và Mexico. Ngoài ra, cô đã thực hiện một số video thử nghiệm và quần short (định dạng phim 35 mm) tham gia các liên hoan quốc tế, như Liên hoan phim 48 giờ của Washington DC.
Năm 2005, cô bắt đầu bằng cấp về giao tiếp nghe nhìn tại Đại học Nacional de La Plata, Argentina. Năm 2007, cô được chọn tham gia Talent Campus, do Đại học del Cine tổ chức, trưng bày tác phẩm của mình để đánh dấu BAFICI lần thứ 9 (Liên hoan phim độc lập quốc tế tại Buenos Aires) Ngoài ra, vào tháng 2 năm 2008, tác phẩm của cô đã được chọn trong số hơn 3.000 người tham gia Liên hoan phim quốc tế Berlin, trong hạng mục Tài năng. Cô đã tham dự các buổi nói chuyện, gặp gỡ và hội thảo với các nhà điện ảnh và nhà quay phim như Mike Leigh, Lucrecia Martel, Wim Wender, Alejandro Jodorowsky, Lisandro Alonso, Felix Monti, Alex McDowell và Andrej Wajda tại cơ sở đào tạo tài năng Berlinale.